# Campionati europei di hockey su pista 1929
Il Campionato europeo di hockey su pista 1929 (in inglese 1929 Rink Hockey European Championship) è stata la quarta edizione della massima competizione europea per le rappresentative di hockey su pista maschili maggiori e fu organizzata dalla Fédération Internationale de Roller Sports. La competizione si svolse dal 29 marzo al 1º aprile 1929 a Montreux in Svizzera. 
La vittoria finale è andata alla nazionale dell'Inghilterra che si è aggiudicata il torneo per la quarta volta nella sua storia.
La competizione fu valida anche come 8ª edizione della Coppa delle Nazioni.

## Formula
Il campionato europeo 1929 vide la partecipazione di sei nazionali europee. La manifestazione fu organizzata tramite un girone all'italiana con gare di sola andata; erano assegnati due punti per l'incontro vinto, un punto a testa per l'incontro pareggiato e zero la sconfitta. Al termine del torneo la squadra prima classificata venne proclamata campione d'Europa.

## Squadre partecipanti
| Pr. | Squadra     | Partecipazioni precedenti al torneo |
| --- | ----------- | ----------------------------------- |
| 1   | Belgio      | 3 (1926, 1927, 1928)                |
| 2   | Francia     | 3 (1926, 1927, 1928)                |
| 3   | Germania    | 3 (1926, 1927, 1928)                |
| 4   | Inghilterra | 3 (1926, 1927, 1928)                |
| 5   | Italia      | 3 (1926, 1927, 1928)                |
| 6   | Svizzera    | 3 (1926, 1927, 1928)                |

Nota bene: nella sezione "partecipazioni precedenti al torneo" le date in grassetto indicano la squadra che ha vinto quell'edizione del torneo

## Classifica finale
| Pos | Squadra     | Pt | G | V | N | P | GF | GS | DG  |
| --- | ----------- | -- | - | - | - | - | -- | -- | --- |
| 1.  | Inghilterra | 9  | 5 | 4 | 1 | 0 | 23 | 8  | +15 |
| 2.  | Italia      | 7  | 5 | 3 | 1 | 1 | 14 | 14 | 0   |
| 3.  | Francia     | 5  | 5 | 2 | 1 | 2 | 22 | 11 | +11 |
| 4.  | Germania    | 5  | 5 | 2 | 1 | 2 | 17 | 22 | -5  |
| 5.  | Svizzera    | 4  | 5 | 1 | 2 | 2 | 17 | 17 | 0   |
| 6.  | Belgio      | 0  | 5 | 0 | 0 | 5 | 5  | 26 | -21 |

## Risultati
| Montreux 29 marzo 1929 | Belgio | 0 – 2 | Inghilterra |  |

| Montreux 29 marzo 1929 | Francia | 1 – 1 | Italia |  |

| Montreux 29 marzo 1929 | Francia | 6 – 0 | Svizzera |  |

| Montreux 29 marzo 1929 | Germania | 4 – 5 | Italia |  |

| Montreux 30 marzo 1929 | Belgio | 0 – 9 | Francia |  |

| Montreux 30 marzo 1929 | Belgio | 1 – 2 | Italia |  |

| Montreux 30 marzo 1929 | Germania | 1 – 7 | Inghilterra |  |

| Montreux 30 marzo 1929 | Inghilterra | 2 – 2 | Svizzera |  |

| Montreux 31 marzo 1929 | Belgio | 1 – 9 | Svizzera |  |

| Montreux 31 marzo 1929 | Inghilterra | 6 – 2 | Italia |  |

| Montreux 31 marzo 1929 | Germania | 4 – 3 | Francia |  |

| Montreux 31 marzo 1929 | Germania | 4 – 4 | Svizzera |  |

| Montreux 1º aprile 1929 | Germania | 4 – 3 | Belgio |  |

| Montreux 1º aprile 1929 | Francia | 3 – 6 | Inghilterra |  |

| Montreux 1º aprile 1929 | Italia | 4 – 2 | Svizzera |  |